# Parasemia plantaginis
Parasemia plantaginis (ahora considerada Arctia plantaginis) es un especie de lepidóptero ditrisio de la familia Erebidae de colores brillantes, que se encuentra en toda Europa en biotopos montañosos. Es la única especie del género Parasemia.

## Descripción
Mide hasta 2 cm de longitud de las alas, con forma, coloración y aspecto general que recuerda a una pequeña gitana, (Arctia caja). Especie muy variable, buen ejemplo de polimorfismo. Las hembras generalmente son rojas y los machos amarillos o blancos.

## Distribución y hábitat
En Europa, preferentemente en media y alta montaña. En la península ibérica, en colonias localizadas y numerosas hasta los 2.600 m s. n. m.

## Fase larvaria
De finales de verano a finales de la primavera siguiente, la oruga inverna, se alimentan de llantén preferentemente; además de diente de león, acedera y otras. 
- Datos: Q1070697
- Multimedia: Parasemia plantaginis / Q1070697
- Especies: Parasemia plantaginis